# حي البهجة (مسلسل)
حي البهجة هو مسلسل مغربي عُرض ضمن باقة أفلام ومسلسلات شهر رمضان لعام 2018و2019. المسلسل من إخراج صفاء بركة ومن بطولة شُلَّة من النجوم والمشاهير المغاربة بما في ذلك الممثلة المراكشية فضيلة بن موسى، زهيرة صديق، عبد الله فركوس، عبد الصمد مفتاح الخير، محمد الخياري وغيرهم.
عُرض المسلسل طيلة شهر رمضان ويوميا بعد الإفطار؛ حيث يتناول قصة ويوميات ثلاث عائلات تستوطن حي البهجة في مراكش وتربط أفرادهم علاقات وثيقة.

## قصة المسلسل
يتناول المسلسل يوميات ثلاث عائلات تجمع بينهم قرابة الجورة. يوميات العائلات الثلاث طريفة وغريبة ففي كل يوم يحدث موضوع يقلب من موازين قوى العائلات ويقلب من صداقة البعض إلى عداوة ومن عداوة الآخر إلى صحبة. كما تحدث في المسلسل مجموعة من الطرائف التي تُغير سير الأحداث والخط المرسوم لها.

## انتقادات
تعرَّض المسلسل لانتقادات كثيرة بالرغم من مشاركة «نخبة» من الممثلين والكوميدين في تصويره وإخراجه؛ وتركزت الانتقادات بشكل كبير في محتوى المسلسل الذي اعتُبر «مهزلة» وما زاد الوضع سوءا كمية الإشهارات والإعلانات التي حظي بها قبل إطلاقه؛ كما تعرض المسلسل لحملات كان الهدف من ورائها الضغط من أجل منع بثه خاصة وأنه صُور في مراكش لكنه لم يُظهرها بالمظهر الجميل بل ركز على مواضيع سلبية وجانبية إلى حد ما كالاسترجال والتحرش الجنسي والسرقة وما إلى ذلك.

## طاقم التمثيل

### الأدوار الرئيسية
| الممثل/ة              | الدور     | الشخصية |
| --------------------- | --------- | --- |
| فضيلة بن موسى         | الكاملة   | هي ربة بيت إحدى العائلات الثلاث؛ تعيش رفقة شقيقتها قمر وشقيقها العائد للتو من الإمارات العربية المتحدة. تُعاني من تصرفات شقيقها الشاب الشقي ومن تعليقات أختها الأخرى الكبيرة في السن والتي لا ترغب في أي شيء سوى عثورها على زوج يقوم بها وبأسرتها التي تنوي تشكيلها في يوم ما.        |
| زهيرة صديق            | قَمَر       | هي شقيقة الأخت الكبرى الكاملة، تعيش وسطهم منشغلة بالتصنت على الجيران ومنشغلة بمشاكلهم وباقي سكان الحي وتعاني مع عنوستها وكبرها في السن مما يجعل همها الشاغل هو الزواج بأي ثمن. |
| عبد الصمد مفتاح الخير |           | هو شاب لا زال يعيش سنين مراهقته المتأخرة. سافر للعمل في الإمارات لكنه سرعان ما عاد منها لسبب من الأسباب. عند عودته يجد الكثير تغير ولم يعد بذلك الاحترام الذي كان يحظى به مما يدفعه إلى محاولة كسب احترامه وكبريائه ويحاول بشتى الطرق كسب المال مع جاره حدو عن طريق النصب والاحتيال. |
| محمد الخياري          | السّي حدو  | هو رب بيت أسرة؛ فهو والد ابنتين غريبتي الأطوار. يُحاول هو الآخر فرض شخصيته وكسب احترامه في ظل "سوء" المعاملة التي يحظى بها من بنتاه. |
| ليلى الحديوي          |           | هي الابنة الأولى لحدو؛ تعمل مصممة للأزياء مثيرة للجدل نوعا ما بسبب تركيزها على بعض الأمور الثانوية في الحياة مثل التدريب ونسيانها لباقي الضروريات، ترغب في الزواج بعبد الثمد. |
| عبد الله فركوس        | السّي قاسم | هو رب الأسرة الثالثة، يعمل جزارا يعيل منزله الذي يعيش فيه هو وابنه وزوجة ابنه وابنهما، صديقه المفضل هو حفيده إلياس، يحب سي قاسم جارته الكاملة لكنه يفضل الزواج من فتاة أصغر سنا. |
| عزيز الحطاب           |           | هو ابن سي قاسم يعمل كموزع موسيقي لكنه هو الآخر لا يحظى بأي احترام خاصة أن والده يُعيله. يُعاني بشكل كبير بسبب أن الكل يعتبره إما عاطلا عن العمل أو رئيس "جوقة موسيقية" وهو ما يكرهه.                                                                                                   |
| سكينة درابيل          |           | تعمل لدى أسرة فضيلة؛ تمتاز ببعض من البلادة وتُحاول التذاكي على والدتها (لا تظهر في المسلسل) من خلال إيهامها بأنها تعمل في أوروبا وتُرسل لها بين الفينة والأخرى بعضا من الدولارات التي تحصل عليها من مساعدين آخرين.                                                                     |

### الأدوار الثانوية
| الممثل/ة      | الدور |
| ------------- | --- |
| جميلة الهوني  | هي زوجة عزيز؛ تُعاني من فوبيا التنظيف وتُحاول لعب دور الأم والزوجة المثالية على الرغم من معاناتها الشديدة من تصرفات زوجها الطائشة والمهملة إلى حد كبير.          |
| سعيد آيت باجة | هو زوج مونية؛ شاب طموح يرغب في عيش كل يوم بيومه ولا يُبالي بأي شيء آخر سوى إسعاد نفسه ومحاولة إسعاد الناس من حوله مما يتسبب له في مشاكل جمة خاصة مع والد زوجته. |
| مونية ماكري   | هي زوجة سعيد؛ مسترجلة إلى حد ما ومتيمة بالقوة العضلية التي تُحاول إبرازها في كل مرة.                                                                            |